# Aphodius tasmaniae
Aphodius tasmaniae là một loài bọ cánh cứng trong họ Scarabaeidae. Loài này được Hope miêu tả khoa học năm 1846.